# 标准库
编程语言的标准库是该语言的每种实现中都按例提供的函式庫。在某些情况下，编程语言规格说明中会直接提及该函式庫；另一些情况下，标准库的内容由编程社区中的非正式惯例决定。
根据宿主语言构成要素的不同，标准库可包含如下要素：
- 子程序
- 巨集定义
- 全局变量
- 類別定义
- 模板

大多数标准库都至少含有如下常用组件的定义：
- 算法（例如排序算法）
- 数据结构（例如 表、 树、哈希表）
- 与宿主平台的交互，包括输入输出和操作系统调用

## 哲学
标准库设计的哲学多种多样。比如，C++的设计者 Bjarne Stroustrup 写道：
 C++标准库应该是什么？程序员的一个理想是在库中找到所有有趣、重要、适度通用的类、函数、模板等等。然而，这里我们问的不是“某个库里应该有什么？”而是“标准库里应该有什么”回答“所有！”对前者来说是一个合理的答案，而对后者不然。标准库是每一个实现者都必须提供的东西，以便让每一个程序员能够依赖于它。
这就是相对较小的标准库，只包含“每一个程序员”在构建多种软件时都实际可能需要的要素。这就是 C和C++标准库中的哲学。
相对的，Python 的设计者 Guido van Rossum 对标准库的看法要更倾向于包容，他在 Python 教程中写道：
 Python 有“已含电池”的哲学，这从它的庞大软件包复杂而又可靠的能力中就可以看出端倪。
Van Rossum 于是列举了处理 XML、XML-RPC、电子邮件信息、和本地化的库，这些都是被 C++ 标准库所忽略的。这种哲学经常可以在脚本语言（如 Python 和 Ruby）和使用虚拟机的语言（如 Java 和 .NET框架 语言）中找到。

## 标准库举例
- C标准库，C语言用
- C++标准库， C++语言用
- 标准模板库（STL），C++标准库的一部分
- Java类库（JCL）， Java语言 和 Java平台 用
- 基础类库（BCL），for the .NET框架
- Factor标准库 （页面存档备份，存于）, for the Factor语言